# Dębówko (powiat bartoszycki)
Dębówko (niem. Eichenbruch) – kolonia w Polsce, położona w województwie warmińsko-mazurskim, w powiecie bartoszyckim, w gminie Bartoszyce.
| SIMC    | Nazwa     | Rodzaj        |
| ------- | --------- | ------------- |
| 0471248 | Karolewka | część kolonii |

W latach 1975–1998 kolonia administracyjnie należała do województwa olsztyńskiego.